# Contea di Lofa
La contea di Lofa è una delle 15 contee della Liberia. Il capoluogo è Voinjama.
Istituita nel 1964, la contea rimase per molti anni la più estesa del paese, fino al 2001, quando una parte del suo territorio venne scorporata per istituire la nuova contea di Gbarpolu.

## Geografia antropica

### Suddivisioni amministrative
La contea è divisa in 7 distretti:
- Foya
- Kolahun
- Quardu Bondi
- Salayea
- Vahun
- Voinjama
- Zorzor